# Sabre français

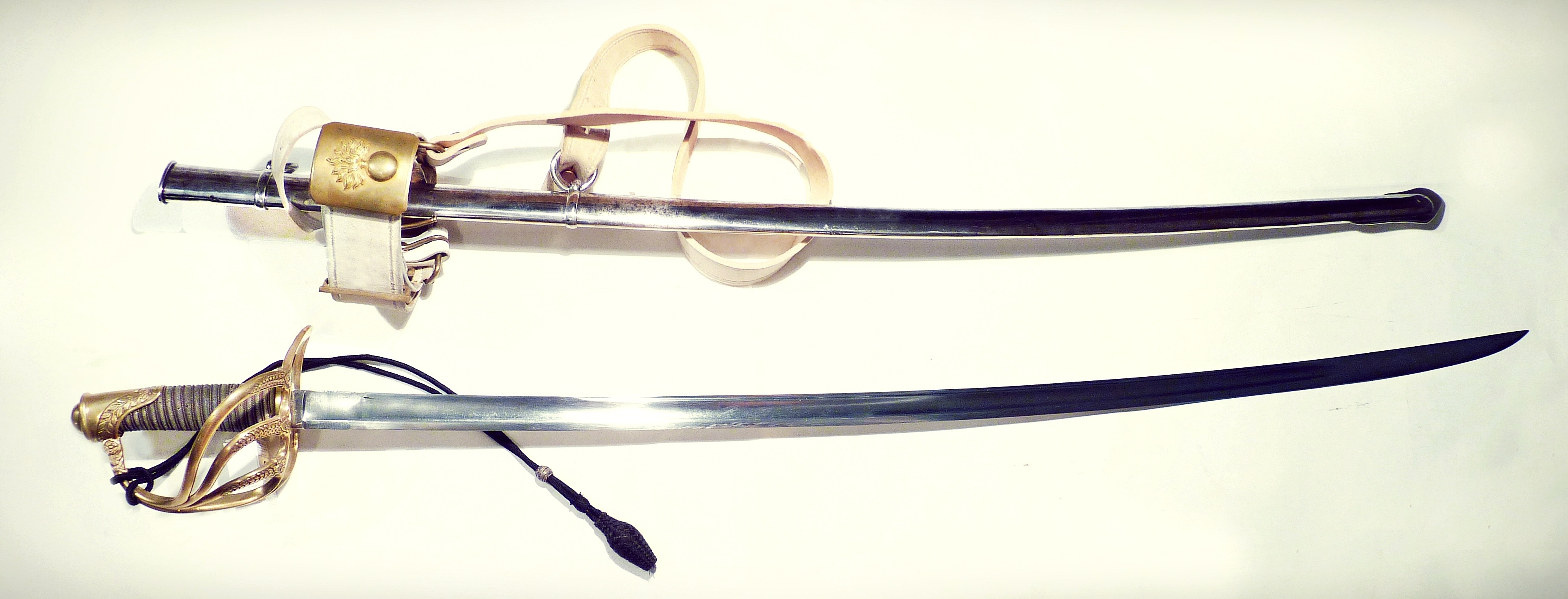
sabre modèle 1822 d'officier de cavalerie de ligne

Le sabre français a une histoire qui remonte à plusieurs siècles. Le sabre devient réglementaire en France pour certaines unités à la fin du XVIIe siècle. Un des premiers modèle est le sabre de Grenadier à cheval de la Maison du Roy, vers 1695. L'armée devient nationale en 1791 (le 14 septembre 1791, la Constitution déclare le Roi chef suprême de l'armée de terre et de l'armée navale), et les règlements deviennent donc en théorie effectifs pour tous.
Jusqu'au début du XVIIe siècle, il n'y avait pas de manufactures forgeant des lames pour armes blanches en France, les fourbisseurs français importaient la majorité des lames de Solingen, en Westphalie, puis les faisaient assembler dans les manufactures d'armes françaises.
En 1730, le roi Louis XV délivre des lettres patentes pour l'établissement d'une manufacture royale d'armes blanches en Alsace, à Klingenthal. Dès lors, la France avait la capacité de produire et assembler toutes ses armes blanches. En 1819 est créée la manufacture d'armes de Châtellerault, qui remplace celle de Klingenthal.

## Liste des sabres adoptés par l'armée française[2]
Ci-dessous est présentée une liste menant aux divers articles concernant les sabres de troupe et d'officiers de chaque arme de l'armée française, utilisés depuis le XVIIIe siècle.
Lorsque "type" remplace "modèle", cela signifie que l'arme n'a jamais été prévue par un règlement, c'est généralement une fantaisie d'officier.

### Infanterie
| pour la troupe         |                                      | pour les officiers |
| ---------------------- | ------------------------------------ | ------------------ |
|                        | modèle 1784                          |                    |
| modèle 1767 (briquet)  | type 1800                            |                    |
| modèle 1770 (briquet)  | modèle 1821                          |                    |
| modèle 1790 (briquet)  | modèle 1838 (chasseurs de Vincennes) |                    |
| modèle AN IX (briquet) | modèle 1845                          |                    |
| modèle AN XI (briquet) | modèle 1845 (infanterie de marine)   |                    |
| modèle 1831 (glaive)   | modèle 1855                          |                    |
| modèle 1855 (glaive)   | modèle 1856 (infanterie de marine)   |                    |
|                        | modèle 1882                          |                    |
|                        | modèle 1923                          |                    |
|                        | modèle 1961                          |                    |
|                        | modèle 1974 F1                       |                    |

### Cavalerie légère
| pour la troupe      |                | pour les officiers |
| ------------------- | -------------- | ------------------ |
| modèle 1752         | modèle 1752    |                    |
| modèle 1765         | modèle 1765    |                    |
| modèle 1767         | modèle 1767    |                    |
| modèle 1776         | modèle 1776    |                    |
| modèle 1780         | modèle 1780    |                    |
| modèle 1783         | modèle 1783    |                    |
| modèle 1786         | modèle 1786    |                    |
| modèle 1790         | modèle 1790    |                    |
| modèle 1792         | modèle 1792    |                    |
|                     | type 1800      |                    |
| modèle de l'AN IX   | type AN IX     |                    |
| modèle de l'AN XI   | type AN XI     |                    |
| modèle de l'AN XIII | type AN XIII   |                    |
| modèle 1816         | modèle 1816    |                    |
|                     | modèle 1817    |                    |
| modèle 1822         | modèle 1822    |                    |
| modèle 1882         | modèle 1883    |                    |
| modèle 1896         | modèle 1896    |                    |
|                     | modèle 1923    |                    |
|                     | modèle 1961    |                    |
|                     | modèle 1974 F1 |                    |

### Cavalerie lourde
| pour la troupe           |                          | pour les officiers |
| ------------------------ | ------------------------ | ------------------ |
| modèle 1750              | modèle 1750              |                    |
| modèle 1767              | modèle 1767              |                    |
| modèle 1770              | modèle 1770              |                    |
| modèle 1779              | modèle 1779              |                    |
| modèle 1781              | modèle 1781              |                    |
| modèle 1784              | modèle 1784              |                    |
| modèle de l'AN IV        |                          |                    |
| modèle de l'AN IX        |                          |                    |
| modèle de l'AN XI        |                          |                    |
| modèle de l'AN XIII      |                          |                    |
| modèle 1816              | modèle 1816              |                    |
|                          | modèle 1817 (forte épée) |                    |
| modèle 1822 (dit bancal) | modèle 1822 (dit bancal) |                    |
| modèle 1854              | modèle 1854              |                    |
| modèle 1882              | modèle 1883              |                    |
| modèle 1886              | modèle 1886              |                    |
| modèle 1896              | modèle 1896              |                    |
|                          | modèle 1923              |                    |
|                          | modèle 1961              |                    |
|                          | modèle 1974 F1           |                    |

### Artillerie

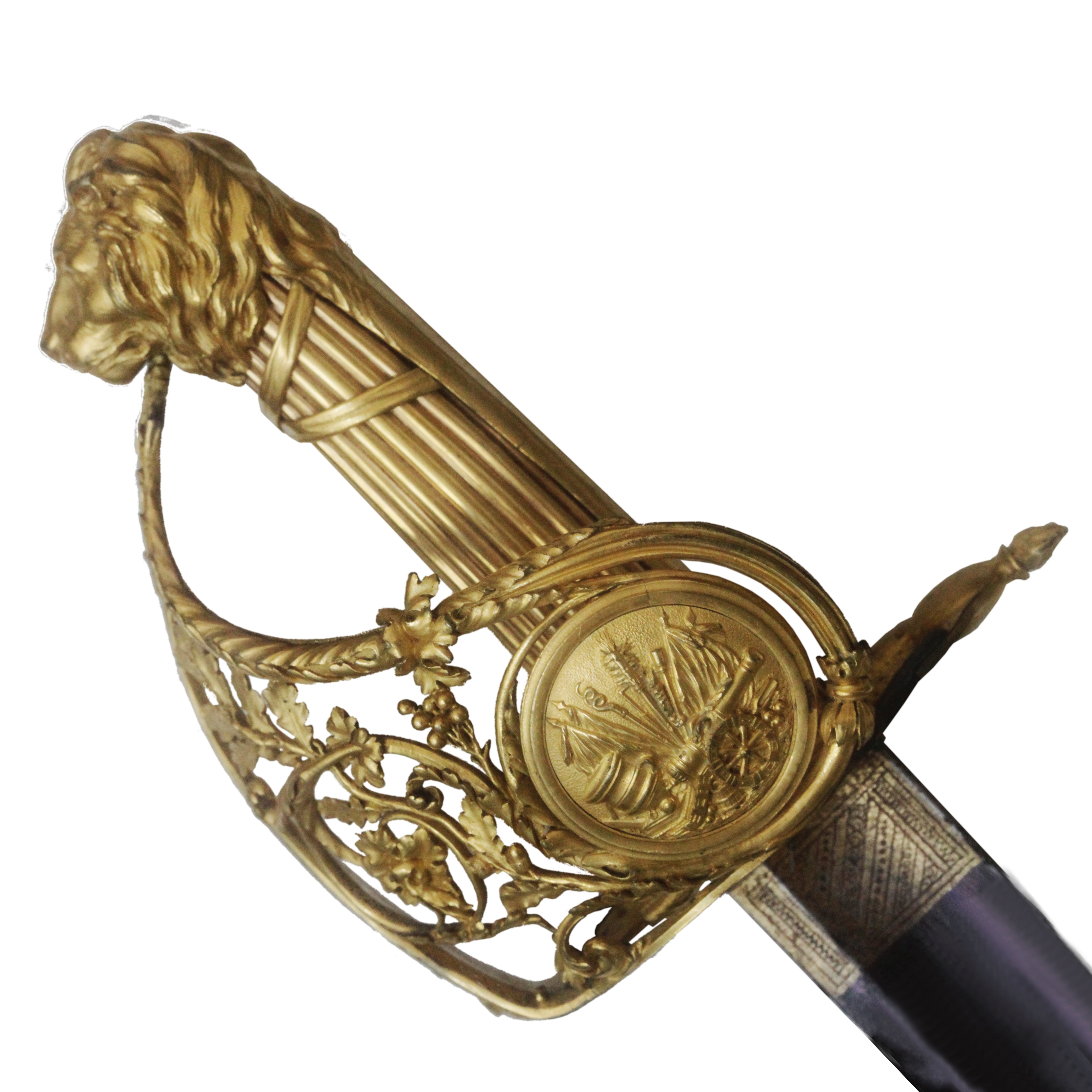
Sabre de la garde nationale avec trophée d'artillerie.
(musée de la Révolution française)

| pour la troupe                             |                | pour les officiers |
| ------------------------------------------ | -------------- | ------------------ |
| modèle 1771 (glaive, artillerie à pied)    |                |                    |
| modèle 1784 (glaive, artillerie de marine) |                |                    |
| modèle 1784 (glaive, artillerie de marine) |                |                    |
| modèle 1792 (artillerie montée)            |                |                    |
| modèle 1816 (glaive, artillerie à pied)    |                |                    |
| modèle 1829 (artillerie à cheval)          | type 1829      |                    |
|                                            | modèle 1822-99 |                    |

### Marine
| Pour les équipages           |               | Pour les Officiers de vaisseau |
| ---------------------------- | ------------- | ------------------------------ |
| modèle 1782                  |               |                                |
| modèle 1792                  |               |                                |
| modèle AN IX (sabre de bord) |               |                                |
| modèle AN XI (sabre de bord) | modèle AN XII |                                |
| modèle 1811                  |               |                                |
| modèle 1831 (glaive)         |               |                                |
| modèle 1833 (sabre de bord)  | modèle 1837   |                                |
|                              | modèle 1848   |                                |
| modèle 1855 (glaive)         | modèle 1853   |                                |
| modèle 1872                  |               | modèle 1853-1870               |
|                              |               | modèle 1853-1891               |
|                              |               | modèle 1957                    |

### Musique
| pour les officiers               |
| -------------------------------- |
| modèle 1822 (tambour-major)      |
| modèle 1822-1830 (tambour-major) |
| modèle 1822-1848 (tambour-major) |
| modèle 1822-1852 (tambour-major) |